# Hoffmannseggia sandersonii
Hoffmannseggia sandersonii är en ärtväxtart som först beskrevs av William Henry Harvey, och fick sitt nu gällande namn av Adolf Engler. Hoffmannseggia sandersonii ingår i släktet Hoffmannseggia och familjen ärtväxter. Inga underarter finns listade i Catalogue of Life.